# Cyclosa bifurcata
Cyclosa bifurcata är en spindelart som först beskrevs av Charles Athanase Walckenaer 1842.  Cyclosa bifurcata ingår i släktet Cyclosa och familjen hjulspindlar. Inga underarter finns listade i Catalogue of Life.